# Rychlobruslení na Zimních olympijských hrách 1956
Závody v rychlobruslení se na Zimních olympijských hrách 1956 v Cortině d'Ampezzo uskutečnily ve dnech 28.–31. ledna 1956 na otevřené dráze na jezeře Misurina.

## Přehled

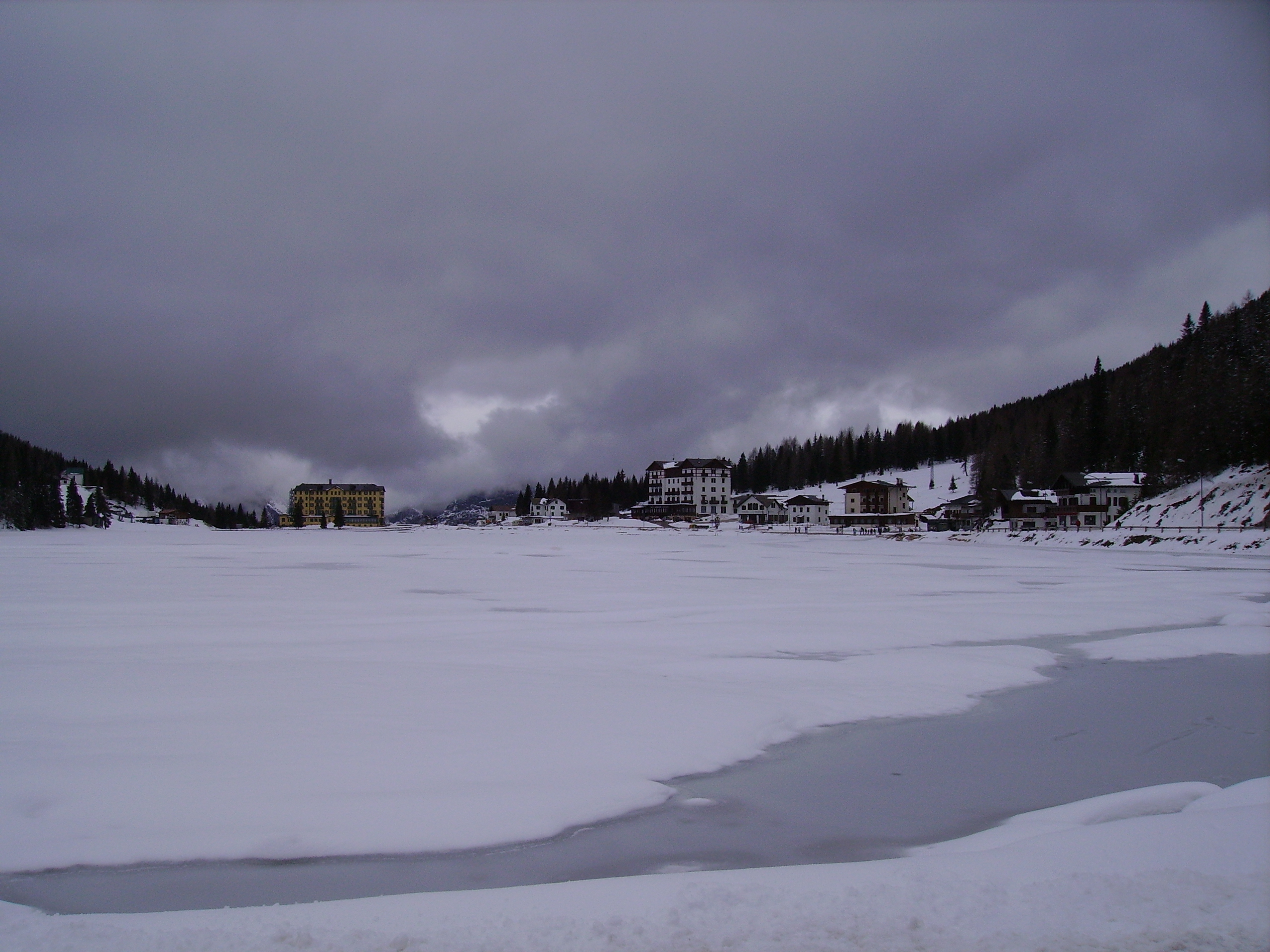
Zamrzlé jezero Misurina

V Cortině d'Ampezzo byly na programu čtyři závody pro muže. Startovalo se na tratích 500 m, 1500 m, 5000 m a 10 000 m. Jednalo se o poslední zimní olympijské hry, kdy v rychlobruslení závodili pouze muži.

## Medailové pořadí zemí
| Pořadí  | Země                | Zlato | Stříbro | Bronz | Celkově |
| ------- | ------------------- | ----- | ------- | ----- | ------- |
| 1.      | Sovětský svaz (URS) | 4     | 1       | 2     | 7       |
| 2.      | Švédsko (SWE)       | 1     | 1       | 0     | 2       |
| 3.      | Norsko (NOR)        | 0     | 1       | 1     | 2       |
| 4.      | Finsko (FIN)        | 0     | 0       | 1     | 1       |
| Celkově | Celkově             | 5     | 3       | 4     | 12      |

## Muži

### 500 m
| Pořadí           | Jméno           | Země                   | Čas        | Ztráta |
| ---------------- | --------------- | ---------------------- | ---------- | ------ |
| Zlatá medaile    | Jevgenij Grišin | Sovětský svaz          | 40,2 (=WR) | 0,0    |
| Stříbrná medaile | Rafael Grač     | Sovětský svaz          | 40,8       | +0,6   |
| Bronzová medaile | Alv Gjestvang   | Norsko                 | 41,0       | +0,8   |
| 4.               | Jurij Sergejev  | Sovětský svaz          | 41,0       | +0,8   |
| 5.               | Toivo Salonen   | Finsko                 | 41,7       | +1,5   |
| 6.               | Bill Carow      | Spojené státy americké | 41,8       | +1,6   |
| 7.               | Colin Hickey    | Austrálie              | 41,9       | +1,7   |
| 7.               | Bengt Malmsten  | Švédsko                | 41,9       | +1,7   |
| 9.               | Matti Hamberg   | Finsko                 | 42,2       | +2,0   |
| 9.               | Juhani Järvinen | Finsko                 | 42,2       | +2,0   |
|                  |                 |                        |            |        |
| 17.              | Bohumil Jauris  | Československo         | 42,8       | +2,6   |
| 28.              | Vladimír Kolář  | Československo         | 43,5       | +3,3   |
| 30.              | Jaroslav Doubek | Československo         | 43,6       | +3,4   |

### 1500 m
| Pořadí           | Jméno            | Země           | Čas         | Ztráta |
| ---------------- | ---------------- | -------------- | ----------- | ------ |
| Zlatá medaile    | Jevgenij Grišin  | Sovětský svaz  | 2:08,6 (WR) | 0,0    |
| Zlatá medaile    | Jurij Michajlov  | Sovětský svaz  | 2:08,6 (WR) | 0,0    |
| Bronzová medaile | Toivo Salonen    | Finsko         | 2:09,4      | +0,8   |
| 4.               | Juhani Järvinen  | Finsko         | 2:09,7      | +1,1   |
| 5.               | Robert Merkulov  | Sovětský svaz  | 2:10,3      | +1,7   |
| 6.               | Sigvard Ericsson | Švédsko        | 2:11,0      | +2,4   |
| 7.               | Colin Hickey     | Austrálie      | 2:11,8      | +3,2   |
| 8.               | Boris Šilkov     | Sovětský svaz  | 2:11,9      | +3,3   |
| 9.               | Knut Johannesen  | Norsko         | 2:12,2      | +3,5   |
| 10.              | Roald Aas        | Norsko         | 2:12,9      | +4,3   |
|                  |                  |                |             |        |
| 15.              | Bohumil Jauris   | Československo | 2:13,6      | +5,0   |
| 27.              | Vladimír Kolář   | Československo | 2:16,5      | +7,9   |
| 39.              | Jaroslav Doubek  | Československo | 2:19,2      | +10,6  |

### 5000 m
| Pořadí           | Jméno              | Země                     | Čas         | Ztráta |
| ---------------- | ------------------ | ------------------------ | ----------- | ------ |
| Zlatá medaile    | Boris Šilkov       | Sovětský svaz            | 7:48,7 (OR) | 0,0    |
| Stříbrná medaile | Sigvard Ericsson   | Švédsko                  | 7:56,7      | +8,0   |
| Bronzová medaile | Oleg Gončarenko    | Sovětský svaz            | 7:57,5      | +8,8   |
| 4.               | Kees Broekman      | Nizozemsko               | 8:00,2      | +11,5  |
| 4.               | Wim de Graaff      | Nizozemsko               | 8:00,2      | +11,5  |
| 6.               | Roald Aas          | Norsko                   | 8:01,6      | +12,9  |
| 7.               | Olle Dahlberg      | Švédsko                  | 8:01,8      | +13,1  |
| 8.               | Knut Johannesen    | Norsko                   | 8:02,3      | +13,6  |
| 9.               | Helmut Kuhnert     | Tým sjednoceného Německa | 8:04,3      | +15,6  |
| 10.              | Torstein Seiersten | Norsko                   | 8:06,4      | +17,7  |
|                  |                    |                          |             |        |
| 13.              | Vladimír Kolář     | Československo           | 8:08,9      | +20,2  |

### 10 000 m
| Pořadí           | Jméno                | Země                     | Čas          | Ztráta |
| ---------------- | -------------------- | ------------------------ | ------------ | ------ |
| Zlatá medaile    | Sigvard Ericsson     | Švédsko                  | 16:35,9 (OR) | 0,0    |
| Stříbrná medaile | Knut Johannesen      | Norsko                   | 16:36,9      | +1,0   |
| Bronzová medaile | Oleg Gončarenko      | Sovětský svaz            | 16:42,3      | +6,4   |
| 4.               | Sverre Ingolf Haugli | Norsko                   | 16:48,7      | +12,8  |
| 5.               | Kees Broekman        | Nizozemsko               | 16:51,2      | +15,3  |
| 6.               | Hjalmar Andersen     | Norsko                   | 16:52,6      | +16,7  |
| 7.               | Boris Jakimov        | Sovětský svaz            | 16:59,7      | +23,8  |
| 8.               | Olle Dahlberg        | Švédsko                  | 17:01,3      | +25,4  |
| 9.               | Boris Cybin          | Sovětský svaz            | 17:03,4      | +27,5  |
| 10.              | Helmut Kuhnert       | Tým sjednoceného Německa | 17:04,6      | +28,7  |
|                  |                      |                          |              |        |
| 14.              | Vladimír Kolář       | Československo           | 17:16,9      | +41,0  |
| 26.              | Bohumil Jauris       | Československo           | 17:38,4      | +62,5  |

## Program
| Den   | Datum          | Závod         |
| ----- | -------------- | ------------- |
| den 3 | 28. ledna 1956 | 500 m muži    |
| den 4 | 29. ledna 1956 | 5000 m muži   |
| den 5 | 30. ledna 1956 | 1500 m muži   |
| den 6 | 31. ledna 1956 | 10 000 m muži |

## Zúčastněné země
- Austrálie (1)
- Československo (3)
- Finsko (6)
- Francie (1)
- Itálie (5)
- Japonsko (5)
- Jižní Korea (4)
- Kanada (3)
- Nizozemsko (6)
- Norsko (11)
- Rakousko (4)
- Sovětský svaz (11)
- Spojené státy americké (8)
- Švédsko (7)
- Švýcarsko (2)
- Tým sjednoceného Německa (2)
- Velká Británie (3)

### Československá výprava
Československou výpravu tvořili tři muži:
- Jaroslav Doubek – 500 m (30. místo), 1000 m (39. místo)
- Bohumil Jauris – 500 m (17. místo), 1500 m (15. místo), 10 000 m (26. místo)
- Vladimír Kolář – 500 m (28. místo), 1500 m (27. místo), 5000 m (13. místo), 10 000 m (14. místo)